# Jeison Murillo
Jeison Fabián Murillo Cerón (Cali, Colòmbia, 27 de maig de 1992) és un futbolista professional colombià que juga com a defensa central a l'Al-Shamal SC.

## Carrera de club

### Primers anys / Granada
Nascut a Cali, Murillo va fitxar per l'Udinese Calcio italià poc després del seu 18è aniversari, i fou immediatament cedit al Granada CF com a part de l'acord de col·laboració entre ambdós clubs. Va passar el seu primer any a Espanya jugant amb el filial, en competició regional.
A començaments de febrer de 2012 Murillo va ser venut definitivament als andalusos, tot i que va passar les següents temporades cedit a altres clubs, el Cadis CF i la UD Las Palmas. Va marcar quatre gols en el seu primer anys com a professional, inclòs un doblet el 9 de març de 2013 en una victòria per 3–2 a fora contra la UD Almería, en partit de lliga de Segona Divisió; amb els dos equips va arribar als playoffs de promoció, tot i que cap dels dos cops varen assolir l'ascens.
Murillo va retornar al Granada a meitat de 2013, i va debutar a La Liga el 18 d'agost de 2013 en una victòria per 2–1 contra el CA Osasuna en què va jugar els 90 minuts. Va marcar el seu primer gol a la competició el 10 de gener de l'any següent, el primer en una victòria a casa per 4–0 contra el Reial Valladolid.

### Inter de Milà
El febrer de 2015, Murillo va fitxar per l'Inter de Milà amb un contracte per cinc anys, que començaria el juliol, i que va costar 8 milions d'euros més 2 milions en bonus, i amb un salari pel jugador d'un milió d'euros anual. Va debutar a la Serie A el 23 d'agost, jugant el partit sencer en una victòria per 1–0 contra l'Atalanta BC.

### València
El 18 d'agost de 2017, Murillo va fitxar pel València CF amb un contracte de cessió amb clàusula de compra obligatòria. Va jugar 17 partits en la seva primera temporada, que va acabar amb l'equip classificat per a la fase de grups de la Lliga de Campions de la UEFA en quedar quarts a la lliga.

#### FC Barcelona (cessió)
El 20 de desembre de 2018, Murillo va ser cedit al FC Barcelona fins a final de temporada, per 1'2 milions d'euros, amb una opció de compra per 25 milions. El seu debut amb la samarreta blaugrana es va produir tres setmanes més tard, en una derrota per 2-1 a fora contra el Llevant UE a la Copa del Rei en un partit en què va jugar els 90 minuts, amb targeta groga, i anant de menys a més. El seu debut a la lliga es va produir el 13 d'abril de 2019, en un empat a zero a fora contra la SD Huesca. El juliol de 2019 va finalitzar el seu contracte de cessió amb el Barça i va deixar l'entitat.

### Sampdoria
El 13 de juliol de 2019, Murillo va fitxar per la UC Sampdoria de la Serie A, cedit pel València, a canvi de 2 milions d'euros, i una clàusula de compra obligatòria de 13 milions al final de temporada. En finalitzar la cessió, Murillo ha de signar un contracte de quatre temporades amb el club italià.

## Palmarès
FC Barcelona
- 1 Lliga espanyola: 2018-19.